# Fernando Rojas Runjaic
Fernando José María Rojas Runjaić (Valera, estado Trujillo, Venezuela; 28 de mayo de 1979) es un herpetólogo y aracnólogo venezolano-brasileño. Es curador de las colecciones de anfibios, reptiles y arácnidos del Museo de Historia Natural La Salle de la Fundación La Salle de Ciencias Naturales en Caracas.
En 2004 obtuvo su licenciatura en Biología por la Universidad del Zulia (Venezuela), en 2012 la maestría en Biodiversidad en Áreas Tropicales y su Conservación, por la Universidad Internacional Menéndez Pelayo (España), y en 2019 el doctorado en Zoología por la Pontifícia Universidade Católica do Rio Grande do Sul (Brasil).
Es autor de más de 200 publicaciones científicas y ha descubierto y descrito tres géneros y 33 especies nuevas para la ciencia (17 anfibios anuros, tres lagartos, tres serpientes y 10 escorpiones).

## Taxones descritos

### Géneros
- Chactopsoides Ochoa, Rojas-Runjaic, Pinto-da-Rocha & Prendini, 2013
- Kataphraktosaurus Rojas-Runjaic, Barrio-Amorós, Señaris, De la Riva & Castroviejo-Fisher, 2021
- Megachactops Ochoa, Rojas-Runjaic, Pinto-da-Rocha & Prendini, 2013

### Especies
- Adenomera glauciae Carvalho, Simões, Gagliardi-Urrutia, Rojas-Runjaic, Haddad & Castroviejo-Fisher, 2020
- Allobates juami Simões, Gagliardi-Urrutia, Rojas-Runjaic & Castroviejo-Fisher, 2018
- Allobates sieggreenae Gagliardi-Urrutia, Castroviejo-Fisher, Rojas-Runjaic, Jaramillo, Solís & Simões, 2021
- Allobates liniaureum Jaramillo-Martinez, Vilà, Guayasamin, Gagliardi-Urrutia, Rojas-Runjaic, Simões, Chaparro, Aguilar-Manihuari & Castroviejo-Fisher, 2025
- Ananteris diegorojasi Rojas-Runjaic, 2005
- Ananteris riomachensis Rojas-Runjaic, Portillo-Quintero & Borges, 2008
- Aromobates tokuko Rojas-Runjaic, Infante-Rivero & Barrio-Amorós, 2011
- Atractus nemosophis  Esqueda, Rojas-Runjaic, Prudente, Bazó, Navarrete, Camargo-Sillet, Ortiz, Correa, Guerrero & Urra, 2025
- Atractus xaxi  Esqueda, Rojas-Runjaic, Prudente, Bazó, Navarrete, Camargo-Sillet, Ortiz, Correa, Guerrero & Urra, 2025
- Boana platanera La Marca, Escalona, Castellanos, Rojas-Runjaic, Crawford, Señaris, Fouquet, Giaretta & Castroviejo-Fisher, 2021
- Chactas viloriai Rojas-Runjaic, 2004
- Chactopsis chullachaqui Ochoa, Rojas-Runjaic, Pinto-da-Rocha & Prendini, 2013
- Chactopsis curupira Ochoa, Rojas-Runjaic, Pinto-da-Rocha & Prendini, 2013
- Chactopsoides gonzalezspongai Ochoa, Rojas-Runjaic, Pinto-da-Rocha & Prendini, 2013
- Cryptobatrachus remotus Infante-Rivero, Rojas-Runjaic, & Barrio-Amorós, 2009 "2008"
- Gonatodes lichenosus Rojas-Runjaic, Infante-Rivero, Cabello & Velozo, 2010
- Hyloscirtus japreria Rojas-Runjaic, Infante-Rivero, Salerno & Meza-Joya, 2018
- Kataphraktosaurus ungerhamiltoni Rojas-Runjaic, Barrio-Amorós, Señaris, De la Riva & Castroviejo-Fisher, 2021
- Mannophryne molinai Rojas-Runjaic, Matta-Pereira & La Marca, 2018
- Megachactops kuemoi Ochoa, Rojas-Runjaic, Pinto-da-Rocha & Prendini, 2013
- Opisthacanthus brevicauda Rojas-Runjaic, Borges & De Armas, 2008
- Phyzelaphryne nimio Simões, Costa, Rojas-Runjaic, Gagliardi-Urrutia, Sturaro, Peloso & Castroviejo-Fisher, 2018
- Pristimantis abakapa Rojas-Runjaic, Salerno, Señaris & Pauly, 2013
- Pristimantis fasciatus Barrio-Amorós, Rojas-Runjaic & Infante-Rivero, 2008 "2007"
- Pristimantis lassoalcalai Barrio Amorós, Rojas-Runjaic & Barros, 2010
- Pristimantis munozi Rojas-Runjaic, Delgado & Guayasamin, 2014
- Pristimantis rivasi Barrio Amorós, Rojas-Runjaic & Barros, 2010
- Pristimantis turik Barrio-Amorós, Rojas-Runjaic & Infante-Rivero, 2008 "2007"
- Pristimantis yukpa Barrio-Amorós, Rojas-Runjaic & Infante-Rivero, 2008 "2007"
- Pseudogonatodes quihuai Rojas-Runjaic, Koch, Castroviejo-Fisher & Prudente, 2024
- Tantilla palamala Esqueda, Rojas-Runjaic, Correa, Ortiz, Guerrero, Jiménez, Bazó, Moreno-Pérez, Aguilar & Urra, 2025
- Tityus rondonorum Rojas-Runjaic & De Armas, 2007
- Tityus wayuu Rojas-Runjaic & De Armas, 2007

## Abreviatura (zoología)
La abreviatura Rojas-Runjaic  se emplea para indicar a Fernando Rojas Runjaic como autoridad en la descripción y taxonomía en zoología.